# Teun Luijkx
Teun Luijkx (Veldhoven, 3 november 1986) is een Nederlands televisie- en theateracteur.

## Levensloop
Luijkx groeide op in het Brabantse Oerle, een kerkdorp van de gemeente Veldhoven. Op de middelbare school toonde hij samen met een groep vrienden interesse in het theatervak, waardoor hij terechtkwam bij Stichting Theaterplan in Eindhoven, een project waar professionele theaterregisseurs aan amateurs een kans geven ervaring op te doen. Na de middelbare school vertrok hij in 2004 naar de Toneelacademie Maastricht voor de opleiding Theatraal performer, waar hij in 2008 afstudeerde. Via een castingbureau werd de Oerlenaar eind 2007 gevraagd voor een rol in het tragikomische toneelstuk The Beauty Queen of Leenane, met onder meer Waldemar Torenstra en Nelly Frijda.
Na een kleine rol in de televisieserie Voetbalvrouwen in 2008 en een bijrol in de serie S1NGLE werd hij gecast als een van de hoofdpersonages in A'dam - E.V.A., een samenwerkingsproject van de VARA, de NTR en de VPRO, dat sinds begin 2011 op de Nederlandse televisie wordt uitgezonden. In mei 2011 speelde hij bij Toneelgroep Maastricht samen met Reinier Demeijer in De slechte raadgever. Deze lovend ontvangen muziektheaterproductie ging eind augustus 2011 in reprise tijdens het Cultura Nova festival in Heerlen. In 2014 en begin 2015 speelde hij in de tragische komedie Beschuit met muisjes, geschreven door Herman Heijermans. In 2015 deed Luijkx ook drie afleveringen mee aan het tv-programma De Slimste Mens. In februari 2024 vertolkte hij de rol van Eric in de Videoland-serie PATTY. Luijkx deed mee aan het 25e seizoen van het televisieprogramma Wie is de Mol?.
Luijkx heeft een relatie met actrice Eva Laurenssen.

## Filmografie
- Voetbalvrouwen (2008) - Barman
- S1NGLE (2008-2010) - Vincent
- Een dag met mijn moeder (2010) - Tobias
- A'dam - E.V.A. (2011-2016) - Adam de Heer
- Alle tijd (2011) - Teun
- De geheimen van Barslet (2012) - Kasper de Vries
- Bloedverwanten (2012-2014) - Boris Lindeman
- The Spiral (2012) - Max
- &ME (2013) - Richard Merkelbach
- De Boskampi's (2015) - Gymleraar nieuwe school
- De Prinses op de Erwt: Een Modern Sprookje (2016) - Prins Manuel
- Trots en verlangen (2016) - advocaat
- Fenix (2018) - Rens
- Wat is dan liefde (2019) - Sander
- Alles van waarde (2021) - Marc
- Het jaar van Fortuyn (2022) - Jacques Monasch
- eerste hulp bij kerst (2023) - ben
- Anoniem (2023) - Tom van Tongen
- PATTY (2024) - Eric
- Elixer (2025) - Dries Lambrechts

## Toneel
- Not I (Peter Missotten)
- WeerSlechtWeer (Toneelhuis/De Filmfabriek)
- mightysociety5 (mightysociety)
- The Beauty Queen of Leenane (De Utrechtse Spelen)
- Woyzeck (Huis van Bourgondië)
- De slechte raadgever (Toneelgroep Maastricht)
- Beschuit met muisjes (Toneelgroep Oostpool)
- Angels in America (Oostpool)
- Revolutionary Road (Toneelschuur/Theater Rotterdam)

- International Standard Name Identifier: 0000 0003 8817 5480
- Nederlandse Thesaurus van Auteursnamen: 333059964
- Virtual International Authority File: 281277921
- WorldCat: E39PBJyMh7PBKpy3tBVjqrGj4q